# Cherry Bomb (álbum)
Cherry Bomb (estilizado em letras maiúsculas, CHERRY BOMB) é o quarto álbum de estúdio do rapper americano Tyler, the Creator. O álbum foi lançado em 13 de abril de 2015, pela Odd Future Records. Em 9 de abril de 2015, o álbum foi anunciado informalmente no iTunes, juntamente com o lançamento de duas faixas. A produção foi feita inteiramente pelo próprio Tyler, com contribuições adicionais do guitarrista do Incubus, Mike Einziger. O álbum conta com participações especiais de Schoolboy Q, Cole Alexander, Dâm-Funk, Charlie Wilson, Kali Uchis, Kanye West, Lil Wayne, Coco O., Pharrell Williams, Austin Feinstein, Chaz Bundick e entre outros. O álbum foi apoiado por dois singles: "Deathcamp" e "Fucking Young / Perfect", acompanhados de 2 videoclipes.
Cherry Bomb recebeu críticas geralmente positivas dos críticos. Ele estreou na quarta posição na Billboard 200 dos EUA, vendendo 51 mil cópias em sua primeira semana.

## Fundo
Em novembro de 2014, Larry Fitzmaurice escreveu um artigo para a revista The Fader, dando detalhes sobre a continuação de Tyler, o segundo álbum de estúdio do Creator, Wolf (2013). Fitzmaurice escreveu que o álbum apresenta uma multidão de convidados, mas provavelmente nenhuma participação de outros membros do Odd Future, o grupo de rap do qual Tyler é o lider, afirmando: "Todo mundo está em sua própria ilha." Tyler citou o artista Stevie Wonder como inspiração para o álbum. O editor associado do The Fader, Matthew Trammel, relatou que o álbum apresentaria Tyler abordando liricamente muitas questões sociais atuais. Trammel observou que "[Tyler] oferece acusações severas à cultura das gangues e ao consumismo do rapper, chamando-os de prejudiciais não apenas para o progresso de sua raça, mas para a humanidade como um todo". Os convidados que supostamente apareceriam incluíam Jay-Z, Rick Ross, Keyshia Cole, Cherry Glazerr, Leon Ware e Kali Uchis.

## Gravação e produção
Cherry Bomb foi gravado no estúdio caseiro de Tyler, bem como em outros estúdios na Califórnia. A amostra de "Deathcamp" foi rejeitada pouco antes da entrega do álbum, então alguns elementos da música foram regravados. A seção de cordas apresentada na música "2Seater" foi composta por Tyler e gravada no estúdio do compositor alemão Hans Zimmer; foi a primeira vez que Tyler supervisionou uma orquestra ao vivo. "Run" foi gravada na sala de Tyler e traz vocais harmônicos de Chaz Bundick, que também forneceu acordes de guitarra para a música "Fucking Young". "Find Your Wings" inicialmente apresentava vocais das cantoras Samantha Nelson, Onitsha Shaw e Tiffany Palmer. A versão final traz vocais de Kali Uchis. Kanye West explicou que reescreveu suas falas para a música " Smuckers " depois de ouvir os versos de Tyler e Lil Wayne para a música. ASAP Rocky esteve presente durante algumas sessões do álbum, apesar de não estar presente no álbum. O título da música "The Brown Stains of Darkeese Latifah Part 6-12 (Remix)" foi intencionalmente longo. Seu título original era "The Brown Stains of Blackeese Latifah Parte 6-12 (The Remix) (Rough Draft) (Club Edit) (Rodney Jerkins Mix)". Tyler explicou em uma entrevista ao Hot 97 em 2015 que, depois de fazer a música, ele e outros sentiram que deveriam nomear a música com "o nome mais negro que [eles] pudessem imaginar".

## Música e letras
A música de abertura do álbum, "Deathcamp", foi comparada ao álbum de estreia do N.E.R.D, In Search of... (2001), principalmente a música "Lapdance". Tyler menciona especificamente o álbum na música com os versos "In Search of... made more for me than Illmatic". Andrew Unterberger da Spin também comparou "Deathcamp" a In Search of... e também destacou sua introdução de quatro contagens comumente usada em músicas produzidas po Pharrell. Matthew Ramirez do Pitchfork comparou "Deathcamp" aos Stooges, Glassjaw, Trash Talk, sétimo álbum de estúdio de Lil Wayne, Rebirth, bem como NERD Em resposta às alegações de homofobia, Tyler, brincando, substitui a palavra "bicha" por "livro" para consulte a crítica sobre a música "Buffalo". David Jeffries do AllMusic descreveu a faixa "Find Your Wings" como "suave e jazzística", e a faixa-título "Cherry Bomb" como "drill 'n' bass [...] como trompetes silenciados, xilofones, guitarras pesadas e Atari Compressão estilo Teenage Riot voa". A faixa-título também foi comparada aos trabalhos do grupo experimental de hip hop Death Grips. Uma parte da música "The Brown Stains of Darkeese Latifah Part 6-12 (Remix)" tem uma cadência semelhante à do membro do NERD, Pharrell Williams. A letra de "Fucking Young / Perfect" detalha a atração de Tyler por uma garota seis anos mais nova que ele. Ramirez descreveu "Fucking Young" como "uma peça de música pop com som caloroso". Unterberger comparou o refrão, cantado por Charlie Wilson, ao "sleaze-pop dos anos 60".

## Promoção e lançamento
Em 9 de abril de 2015, Rap-Up informou que Tyler havia anunciado sua Cherry Bomb Tour, que visitará vários locais ao redor do mundo, começando com sua estreia ao vivo de músicas do álbum no Coachella de 11 de abril a 13 de setembro, em Tóquio. No mesmo dia, após anunciar seu aplicativo Golf Media e Golf Magazine, Tyler lançou um videoclipe para a música "Fucking Young" no aplicativo e no YouTube. Tyler anunciou no Twitter que Cherry Bomb receberá um lançamento físico duas semanas, após seu lançamento digital e teria cinco capas de álbuns diferentes. Em 12 de abril de 2015, a lista completa de faixas foi revelada através do Instagram de Tyler.

### Singles
Em 9 de abril de 2015, o primeiro e segundo single, "Deathcamp" e "Fucking Young/Perfect" foram lançados consecutivamente na iTunes Store, e foram disponibilizados para download antes do lançamento do álbum. O videoclipe de "Fucking Young" contém um trecho do videoclipe de "Deathcamp".

### Outras músicas
Em 1º de outubro de 2015, um videoclipe duplo para "Buffalo" e "Find Your Wings" foi lançado no canal Odd Future no YouTube. O vídeo de "Buffalo" apresenta Tyler, com todo o corpo pintado de branco, escapando de um enforcamento e sendo perseguido por uma multidão negra e furiosa. A parte "Find Your Wings" do vídeo apresenta Tyler e outros membros de apoio do Odd Future cantando a música em um show estilizado como um show musical dos anos 1970, atualmente o video está privado.

### Instrumentais
Em 12 de outubro de 2018, Tyler, the Creator lançou os instrumentais de Cherry Bomb em uma edição expandida de dois discos do álbum. Após o seu lançamento, Tyler descreveu Cherry Bomb como "a música que sempre quis fazer".

## Recepção critica
Cherry Bomb recebeu críticas geralmente positivas. No Metacritic, que atribui uma classificação normalizada de 100 para resenhas de publicações convencionais, o álbum recebeu uma pontuação média de 69, com base em 23 resenhas. O agregador AnyDecentMusic? deu 6,0 de 10, com base na avaliação do consenso crítico.
David Jeffries do AllMusic disse: "Os clientes que retornam e gostam de Tyler, o líder, ou Tyler, o produtor, acharão isso uma coisa boa demais e podem abraçar a Cherry Bomb de forma livre como outra viagem estranha que vale a pena fazer". Angel Diaz do Complex disse: " Cherry Bomb é a maior criação de Tyler até agora. No entanto, o álbum é uma bagunça no início e, embora Tyler tenha crescido imensamente como produtor, seu rap não está consistentemente à altura". Paul Lester, do The Guardian, descreveu o som do álbum como "sônicos efervescentes e erupções exuberantes de sintetizadores e cordas" em sua crítica de 3/5 estrelas para o álbum, ao mesmo tempo em que observou a influência do NERD, comparando a música de abertura "Deathcamp" com a do NERD. Lançamento de 2001 "Lapdance".
Kellan Miller, do HipHopDX, disse: "Musicalmente, ele está amadurecendo diante de nossos olhos". Louis Pattison, da NME, disse: " Cherry Bomb pode ser o álbum mais compacto e enxuto do Tyler até agora". Matthew Ramirez, do Pitchfork, disse: "Sua maior força sempre foi a construção de mundo, usando uma explosão pesada de sintetizadores de acordes de jazz coloridos tirados diretamente (às vezes de forma descarada) do manual de Pharrell. Cherry Bomb não é exatamente uma esquerda difícil. vire nesta pista, mas é um desvio rápido". Jon Dolan, da Rolling Stone, disse: "O novo filme produzido por Tyler flui do tributo a Neptunes, "Deathcamp", até o capricho de verão de "Find Your Wings" ". Dean Van Nguyen, do Clash, disse: "Na verdade, o álbum é prejudicado por sua ambição - testes imprudentes ficam aquém de seus padrões habituais. Há lições a serem aprendidas aqui e, como um documento do crescimento de Tyler, isso pode muito bem ser visto de volta como um momento divisor de águas".
Tom Breihan, escrevendo para Stereogum, sentiu que o álbum era "desordenado e caótico", mas também acreditou que era uma melhoria em relação ao álbum de estúdio anterior de Tyler, Wolf (2013). Breihan também elogiou as escolhas musicais do álbum por serem "corajosas e louváveis", mas acrescentou que "não tenho certeza se elas resultam em uma ótima música". Calum Slingerland, de Exclaim!, elogiou o trabalho de Tyler com sons de R&B e soul music em "Find Your Wings" e "Fucking Young", embora sua justaposição com momentos de agressão mal mixada e exagerada tenha diminuído seu efeito. Rachel Chesbrough, da XXL, disse: " Cherry Bomb é sua maior conquista até agora, solidificando seu lugar no jogo, com ou sem a tripulação visivelmente ausente do Odd Future". Evan Rytlewski, do The AV Club, disse: "Apesar de toda a abrasão, as faixas mais pesadas de Tyler nunca deslumbram como os experimentos industriais de West. Elas apenas enjoativas". Andrew Unterberger, da Spin, disse: "Cherry Bomb é ao mesmo tempo impressionante em sua ambição e absolutamente impressionante em sua falta de objetivo, tecendo incontáveis gêneros em suítes de várias partes, mas ainda saindo mal cozido em sua totalidade".

### Classificações
| Publicação     | Lista                      | Classificação | Ref.   |
| -------------- | -------------------------- | ------------- | ------ |
| Crack Magazine | Albums of the Year 2015    | 83            | [ 16 ] |
| Noisey         | The 50 Best Albums of 2015 | 43            | [ 17 ] |

## Desempenho comercial
Cherry Bomb estreou em quarto lugar na Billboard 200 dos EUA com 58.000 unidades equivalentes a álbuns, das quais 51.000 foram puras vendas de álbuns.

## Lista de músicas
| Lista de musicas de Cherry Bomb |                                                                                       |                |         |  |
| N.º                             | Título                                                                                | Compositor(es) | Duração |  |
| 1.                              | "Deathcamp" (com Cole Alexander)                                                      |                |         |  |
| 2.                              | "Buffalo" (com Shane Powers)                                                          |                |         |  |
| 3.                              | "Pilot" (com Syd Bennet)                                                              |                |         |  |
| 4.                              | "Run" (com Chaz Bundick e Schoolboy Q)                                                |                |         |  |
| 5.                              | "Find Your Wings" (com Syd Bennet, Kali Uchis e Roy Ayers)                            |                |         |  |
| 6.                              | "Cherry Bomb"                                                                         |                |         |  |
| 7.                              | "Blow My Load" (com Wayna Morris, Dâm-Funk, Austin Feinstein e Syd Bennet)            |                |         |  |
| 8.                              | "2Seater" (Aaron Shaw, Samantha Nelson e Austin Feinstein)                            |                |         |  |
| 9.                              | "The Brown Stains of Darkeese Latifah part 6-12 (remix)" (com Schoolboy Q)            |                |         |  |
| 10.                             | "Fucking Young / Perfect" (com Charlie Wilson, Chaz Bundick, Kali Uchis e Syd Bennet) |                |         |  |
| 11.                             | "Smuckers" (com Kanye West e Lil Wayne)                                               |                |         |  |
| 12.                             | "Keep Da O's" (com Pharrell Willians e Coco O.)                                       |                |         |  |
| 13.                             | "Okaga, CA" (com Alice Smith, Leon Ware e Clem Creevy)                                |                |         |  |

| Versão Fisica |                           |                |         |  |
| N.º           | Título                    | Compositor(es) | Duração |  |
| 14.           | "Yellow" (com Kali Uchis) |                |         |  |

Notas
- Todos os títulos das faixas são estilizados em letras maiúsculas.
- "2Seater" contém a faixa oculta "Hair Blows", com Austin Feinstein e Syd Bennett
- "The Brown Stains of Darkeese Latifah Parte 6–12 (Remix)" é seguida pela faixa oculta "Special" na versão física

## Paradas
| Parada (2015)                           | Posição alcançada |
| --------------------------------------- | ----------------- |
| Austrália (ARIA)                        | 13                |
| Bélgica (Ultratop Flandres)             | 83                |
| Bélgica (Ultratop Valônia)              | 187               |
| Dinamarca (Hitlisten)                   | 37                |
| Países Baixos (Dutch Charts)            | 95                |
| França (SNEP)                           | 195               |
| Irlanda (IRMA)                          | 38                |
| Nova Zelândia (RMNZ)                    | 23                |
| Noruega (VG-lista)                      | 35                |
| Reino Unido (Official Albums Chart)     | 16                |
| Estados Unidos (Billboard 200)          | 4                 |
| Estados Unidos (Top R&B/Hip Hop Albums) | 1                 |

| Parada (2020)  | Posição alcançada |
| -------------- | ----------------- |
| Portugal (AFP) | 4                 |

| Parada (2015)                         | Posição |
| ------------------------------------- | ------- |
| Australian Urban Albums (ARIA)        | 52      |
| US Top R&B/Hip-Hop Albums (Billboard) | 52      |